# Какондже, Калилило
Калилило Какондже (англ. Kalililo Kakonje; 1 июня 1985, Лусака, Замбия) — замбийский футболист, вратарь, выступал за сборную Замбии.

## Клубная карьера
Какондже начал свою карьеру в чемпионате Замбии, выступая за «Лусака Дайнамоз» и «Пауэр Дайнамоз».
В 2005 году голкипер перешёл в южноафриканский клуб «Голден Эрроуз». Проведя за 2 сезона только 14 игр, голкипер летом 2007 года присоединился к «Натхи Лайонс». Спустя полгода Калилило вновь сменил клуб, подписав контракт с «АмаЗулу».
20 февраля 2008 Какондже провёл дебютную встречу, которая выпала на матч против его бывшего клуба «Голден Эрроуз». Замбиец сразу же стал игроком основного состава «АмаЗулу», проведя во втором круге чемпионата 2007/08 13 встреч, в которых пропустил 17 мячей. Следующий сезон голкипер также стабильно был первым номером команды из Дурбана, сыграв 27 матчей и пропустив только 25 мячей. В 14 встречах Калилило оставил свои ворота в неприкосновенности. 25 января 2009 замбиец был удалён с поля за фол последней надежды в концовке матча с «Мамелоди Сандаунз». Так как все замены к тому времени были уже сделаны, в ворота «АмаЗулу» стал полевой игрок, который, не сумев спасти свою команду от поражения, пропустил в оставшееся время матча два мяча. В сезоне 2009/10 замбиец стал получать гораздо меньше игрового времени, и в июле 2010 года возвратился в Замбию, перейдя в клуб «Нкана». В течение 2011 года Калилило выступал за конголезскую команду «ТП Мазембе». С декабря 2011 года выступает за замбийский «Майнин Рейнджерс».

## Карьера в сборной
Какондже выступает за сборную Замбии с 2004 года.
Калилило попадал в заявки замбийцев для участия в Кубках африканских наций 2008, 2010 и 2012, однако ни одного матча на африканских первенствах голкипер не провёл.

## Достижения
ТП Мазембе
- Чемпион ДР Конго (1): 2011

 Сборная Замбии
- Победитель Кубка африканских наций (1): 2012